# الجدول الزمني لحق المرأة في التصويت

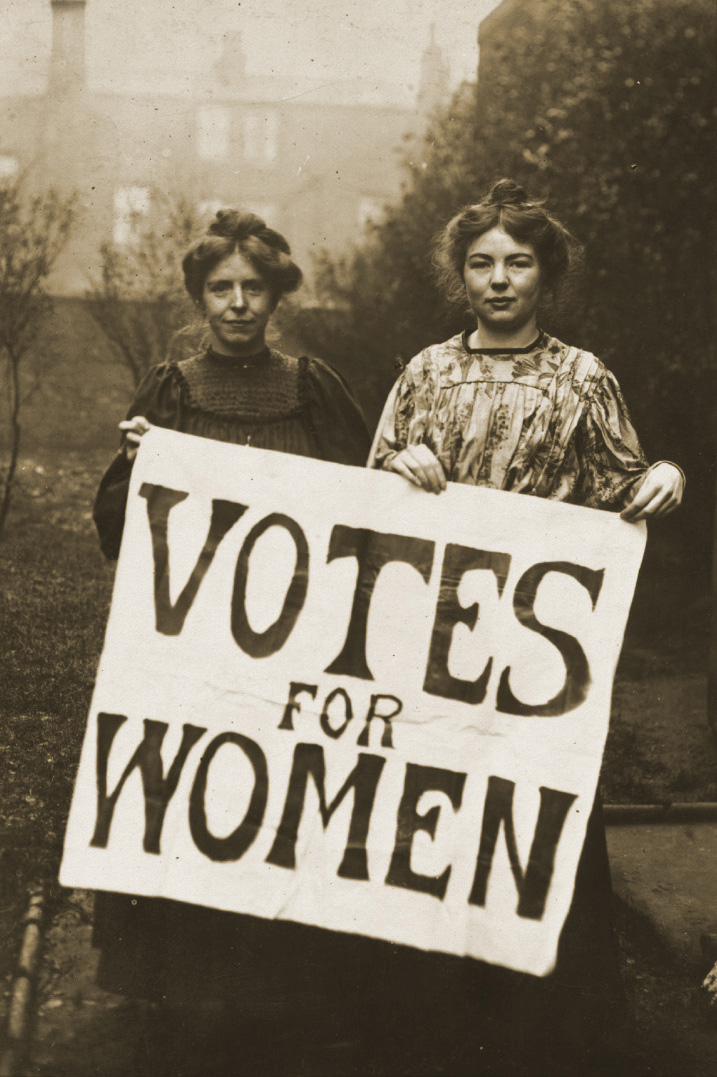
ًًًًًًً

تحقق للمرأة حقها في التصويت –حق المرأة في الاقتراع– في البلدان وفي جميع أنحاء العالم خلال أوقات مختلفة. في العديد من الدول، مُنحت المرأة حق التصويت قبل الاقتراع العمومي، لذلك كان الرجال والنساء من فئات أو أعراق معينة غير قادرين على التصويت. منحت بعض الدول حق الاقتراع لكلا الجنسين في نفس الوقت. ويتضمن هذا الجدول الزمني قائمة بالسنوات التي سُن فيها اقتراع المرأة. أدرِجت بعض البلدان في القائمة أكثر من مرة، لأن هذا الحق امتد ليشمل عددًا أكبر من النساء حسب العمر وملكية الأرض، وما إلى ذلك. في كثير من الحالات، أجري التصويت الأول في العام التالي.
حصلت بعض النساء في جزيرة مان (والتي هي جغرافيًا جزء من الجزر البريطانية ولكنها ليست جزءًا من المملكة المتحدة) على حق التصويت في عام 1881.
كانت نيوزيلندا أول دولة تتمتع بالحكم الذاتي في العالم وكان يحق لجميع النساء التصويت في الانتخابات البرلمانية، ولكن لا يحق لهن الترشح لها، في عام 1893. وسمحت مستعمرة جنوب أستراليا للنساء بالتصويت والترشح للانتخابات في عام 1894. ولكن لم تتحقق المساواة إلا في عام 1919، عندما قيمت أصوات النساء بنفس قيمة أصوات الرجال.
مكّن قانون امتياز الكومنولث الأسترالي لعام 1902 النساء من التصويت في الانتخابات الفيدرالية، وسمح للنساء بالترشح للانتخابات في البرلمان الأسترالي، مما جعل دولة أستراليا الفيدرالية حديثًا هي الأولى في العالم الحديث التي تقوم بذلك، على الرغم من أن بعض الولايات استبعدت الأستراليين الأصليين. في عام 1906 كانت دوقية فنلندا الكبرى المستقلة، والتي أصبحت فيما بعد جمهورية فنلندا، أول دولة في العالم تمنح جميع النساء والرجال حق التصويت والحق في الترشح للمناصب. كانت فنلندا أيضًا أول دولة في أوروبا تمنح المرأة حق التصويت. انتخِبت أول عضو برلمان في العالم في فنلندا في العام التالي. في أوروبا، كان آخر إقليم قضائي يمنح المرأة حق التصويت هو كانتون أبينزيل إينرهودن السويسري في عام 1991، وهو أصغر كانتون سويسري مع نحو 14,100 نسمة عام 1990. حصلت النساء في سويسرا على حق التصويت على الصعيد الفيدرالي في عام 1971، وعلى مستوى الكانتونات المحلية بين عامي 1959 و1972، باستثناء أبينزيل في 1989/1990، انظر حق المرأة في التصويت في سويسرا. في المملكة العربية السعودية سُمح للمرأة لأول مرة بالتصويت في الانتخابات البلدية في ديسمبر 2015.
لحقوق المرأة الأخرى، انظر الجدول الزمني للحقوق القانونية للمرأة (بخلاف التصويت).

## القرن السابع عشر
1689
- فرايزلاند: سُمح لمالكات الأراضي بالتصويت في انتخابات ولايات فرايزلاند في المناطق الريفية.[10]

## القرن الثامن عشر
1718
- السويد: سُمح لدافعات الضرائب في نقابات المدن بالتصويت في انتخابات المدينة المحلية (ألغيت عام 1758) والانتخابات الوطنية (ألغيت عام 1772).[4]

1734
- السويد: سُمح للنساء اللواتي يدفعن ضرائب، وصاحبات الأملاك، واللواتي يبلغن سن الرشد القانوني بالتصويت في انتخابات الريف المحلية (لم تلغَ).[4]

1755
- كورسيكا: حق المرأة في التصويت في النظام الغذائي للجمهورية المستقلة (التجمع؛ ألغيت عند ضمها من قبل فرنسا عام 1769).[11]

1756
- خليج ماساتشوستس: (بقي تحت التاج البريطاني حتى عام 1776) بلدة أوكسبريدج، ماساتشوستس: سُمح لامرأة واحدة، هي ليديا تافت، بالتصويت في اجتماع البلدة.[12]

1776
- نيو جيرسي (ولاية أمريكية): ألغي لاحقًا في عام 1807.

## القرن التاسع عشر

### ثلاثينيات القرن التاسع عشر
1838
- جزر بيتكيرن[13]

### أربعينيات القرن التاسع عشر
1840
- مملكة هاواي[14][15]

1848
- توسكانا[16]

### خمسينيات القرن التاسع عشر
1853
- منحت مقاطعة فيليز، التي كانت تعرف آنذاك بجمهورية غرناطة الجديدة (كولومبيا)، حق التصويت العام للرجال والنساء. ألغت المحكمة العليا الحكم المتعلق بالمرأة.[17]

1856
- جزيرة نورفولك بعد نقل السكان من بيتكيرن.

### ستينيات القرن التاسع عشر
1861
- جنوب أستراليا -مستعمرة جنوب أستراليا الأسترالية: مُنحت النساء اللواتي يمتلكن عقارات الحق في التصويت.

1862
- السويد: اقتصر التصويت على الانتخابات المحلية مع تصنيف الأصوات بعد الضرائب؛ حق الامتياز العالمي في عام 1919، والذي دخل حيز التنفيذ في انتخابات عام 1921.[18]
- الأرجنتين: اقتصر على الانتخابات المحلية، فقط للنساء المتعلمات في مقاطعة سان لويس.

1863
- روسيا دوقية فنلندا الكبرى (الإمبراطورية الروسية): اقتصر التصويت في الانتخابات البلدية على دافعات الضرائب في الريف، وفي عام 1872 امتدت إلى المدن.[18]

1864
- فيكتوريا -مستعمرة فيكتوريا الأسترالية: مُنحت المرأة عن غير قصد حق التصويت بموجب قانون الانتخابات (1863)، وشرعت في التصويت في انتخابات العام التالي.[19]
- مملكة بوهيميا -الإمبراطورية النمساوية: اقتصر التصويت على النساء اللواتي يدفعن الضرائب والنساء في «المهن المتعلمة» واللواتي سُمح لهم بالتصويت بالوكالة وأصبحن مؤهلات للانتخاب في الهيئة التشريعية في عام 1864[18]

1869
- المملكة المتحدة لبريطانيا العظمى وأيرلندا: اقتصر التصويت على النساء غير المتزوجات دافعات الضرائب في الانتخابات المحلية بموجب قانون الامتياز البلدي.[20][21][22][23]
- الولايات المتحدة -إقليم وايومنغ المتحد: منح المرأة حق التصويت الكامل.[24]

### سبعينيات القرن التاسع عشر
1870
- الولايات المتحدة -أقر إقليم يوتا قانونًا يمنح المرأة حق التصويت. صوتت مواطنات يوتا في الانتخابات البلدية في ذلك الربيع وفي الانتخابات العامة في 1 أغسطس، متغلبين بذلك على نساء وايومنغ في صناديق الاقتراع. ألغي قانون حق المرأة في التصويت لاحقًا باعتباره جزءًا من قانون إدموندز تاكر في عام 1887.[25]
- 10 مايو 1872، مدينة نيويورك: رشح حزب المساواة في الحقوق فيكتوريا سي. وودهول لمنصب رئيس الولايات المتحدة.

### ثمانينات القرن التاسع عشر
1881
- كرواتيا: السماح لدافعات الضرائب بالتصويت في الانتخابات المحلية (ألغي في عام 1895).[26]
- جزيرة مان (التي تتمتع بالحكم الذاتي وتابعة للتاج البريطاني، ولها برلمانها ونظامها القانوني الخاص بها) (اقتصر التصويت في البداية على «المالكات الأحرار»، وبعد ذلك بسنوات قليلة، امتد ليشمل «ربّات البيوت»). وفي عام 1919 بدأ العمل بالاقتراع العام/حق الامتياز لجميع الرجال والنساء المقيمين. يمكن لجميع الرجال والنساء (مع استثناءات قليلة جدًا مثل رجال الدين) الترشح للانتخابات اعتبارًا من عام 1919.[27]

1884
- أونتاريو -المقاطعة الكندية: اقتصر التصويت في الانتخابات البلدية على الأرامل والعوانس؛ امتد لاحقًا إلى مقاطعات أخرى.[28]

1888
- الولايات المتحدة: تعديل دستوري مقترح لتمديد حق الاقتراع وحق النساء في شغل المناصب (اقتصر على العوانس والأرامل اللواتي يمتلكن ممتلكات).[29]

1889
- بلدية فرانسفيل في هيبريدس الجديدة (حق الاقتراع العام في فترة وجودها القصير. وفقدت الحكم الذاتي في غضون أشهر).[30]

### تسعينيات القرن التاسع عشر
1893
- نيوزيلندا: أول مستعمرة تتمتع بالحكم الذاتي في العالم والتي منحت جميع النساء حق التصويت في الانتخابات البرلمانية. ومع ذلك، مُنعت النساء من الترشح للانتخابات حتى عام 1919.[31]
- جزر كوك (محمية بريطانية) حق التصويت العام.[32]
- كولورادو (الولايات المتحدة) (أول ولاية في الاتحاد تمنح المرأة حق التصويت عن طريق التصويت الشعبي).[32]

1894
- جنوب أستراليا: حق التصويت العام، ووسِع حق الانتخاب من النساء اللواتي يمتلكن عقارات (مُنحن الحق عام 1861) إلى جميع النساء، وهي أول مستعمرة في أستراليا تقوم بذلك.[33][34]
- المملكة المتحدة لبريطانيا العظمى وأيرلندا: أكد قانون الحكم المحلي لعام 1894 على حق المرأة العازبة في التصويت في الانتخابات المحلية ويمتد هذا الامتياز إلى بعض النساء المتزوجات. بحلول عام 1900، سجلت أكثر من مليون امرأة لانتخابات الحكومة المحلية في إنجلترا.[21][23]

1895
- جنوب أستراليا: أصبحت نساء جنوب أستراليا أول من ترشح للانتخابات في العالم. كان هذا الحق قد مُنح في العام السابق بموجب قانون صادر عن برلمان جنوب أستراليا.